# Cimetière de Montmartre
Der Pariser Nordfriedhof (französisch Cimetière du Nord) – im Volksmund Cimetière de Montmartre genannt – liegt in der Avenue Rachel Nr. 20 im 18. Arrondissement von Paris. Außerhalb der damaligen Grenzen der Hauptstadt wurden ebenfalls der Cimetière du Père-Lachaise im Osten, der Cimetière Montparnasse im Süden und, im Herzen der Stadt, der Cimetière de Passy angelegt.

## Geschichte
Der im Norden der Stadt liegende Friedhof wurde nach der zwischen 1818 und 1824 erfolgten Neustrukturierung des Quartiers Montmartre in einem ehemaligen Gipssteinbruch angelegt und am 1. Januar 1825 als Cimetière du Nord eröffnet.  Der Cimetière de Montmartre ist der älteste der heutigen Pariser Friedhöfe.

## Lage und Bedeutung
Mit elf Hektar Gesamtfläche ist der Nordfriedhof, nach dem Cimetière du Père-Lachaise und dem Cimetière Montparnasse, der drittgrößte Friedhof der französischen Hauptstadt. Die Anlage beherbergt 20.000 Gräber und liegt in der Nähe der Basilika Sacré-Cœur de Montmartre. Hier werden jährlich etwa 500 Beisetzungen vorgenommen. Über den Friedhof führt als Brücke eine verkehrsreiche Straße, die Rue Caulaincourt, über die man den Montmartre erreichen kann. In der Nähe liegt der Boulevard de Clichy mit der Haltestelle der Métrolinie 2, die die Station Blanche bedient. Innerhalb des Friedhofs führen gepflasterte breite Wege, die Avenues genannt werden.
Der Friedhof ist bekannt für die Gräber vieler Künstler und Wissenschaftler. Er wird seit Jahrzehnten von herrenlosen Katzen bevölkert, die von Tierfreunden versorgt werden.

## Gräber berühmter Personen
Auf dem Cimètiere de Montmartre wurden unter anderem folgende Persönlichkeiten bestattet:

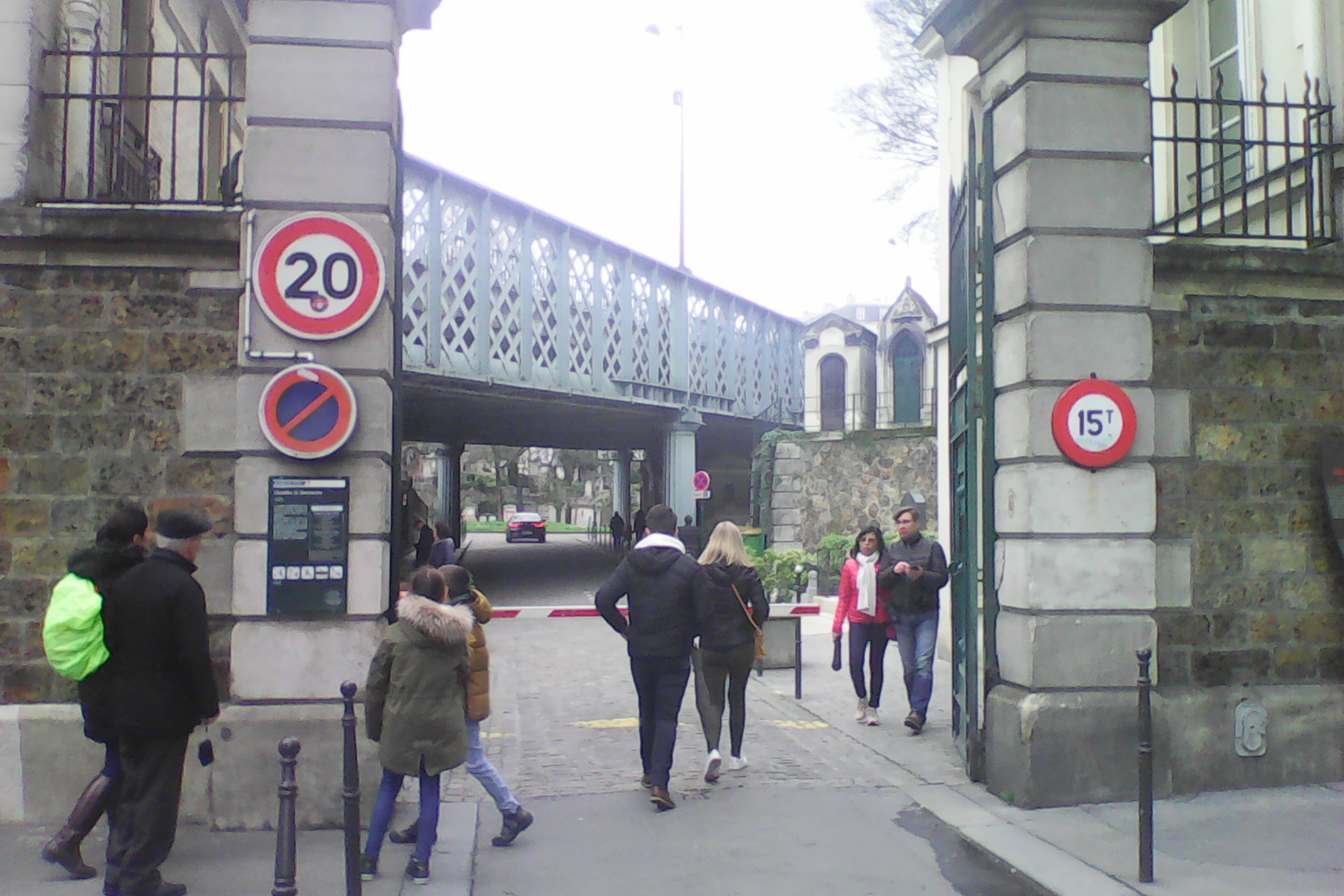
Cimetière de Montmartre – Haupteingang
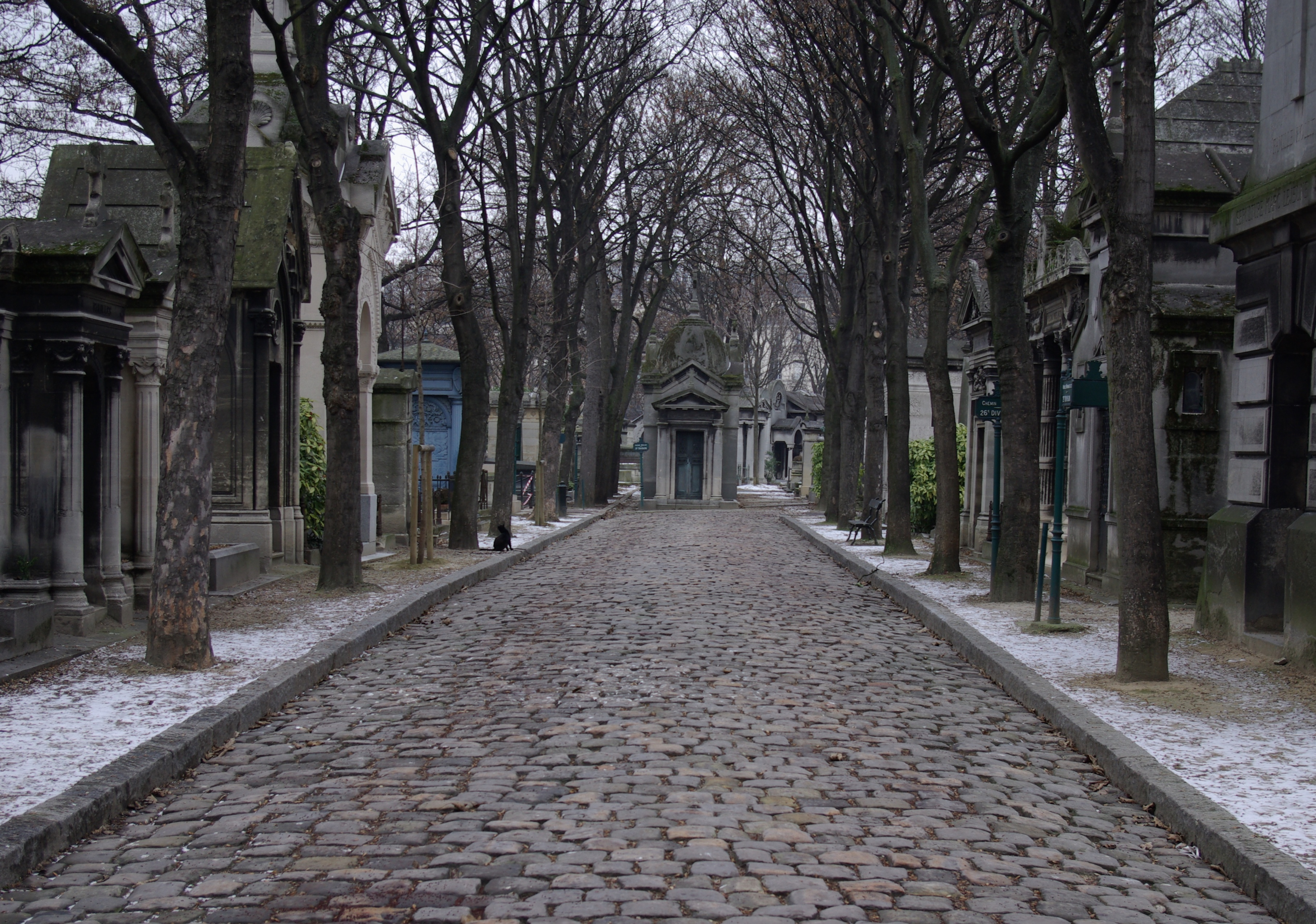
Cimetière de Montmartre – Friedhofsweg
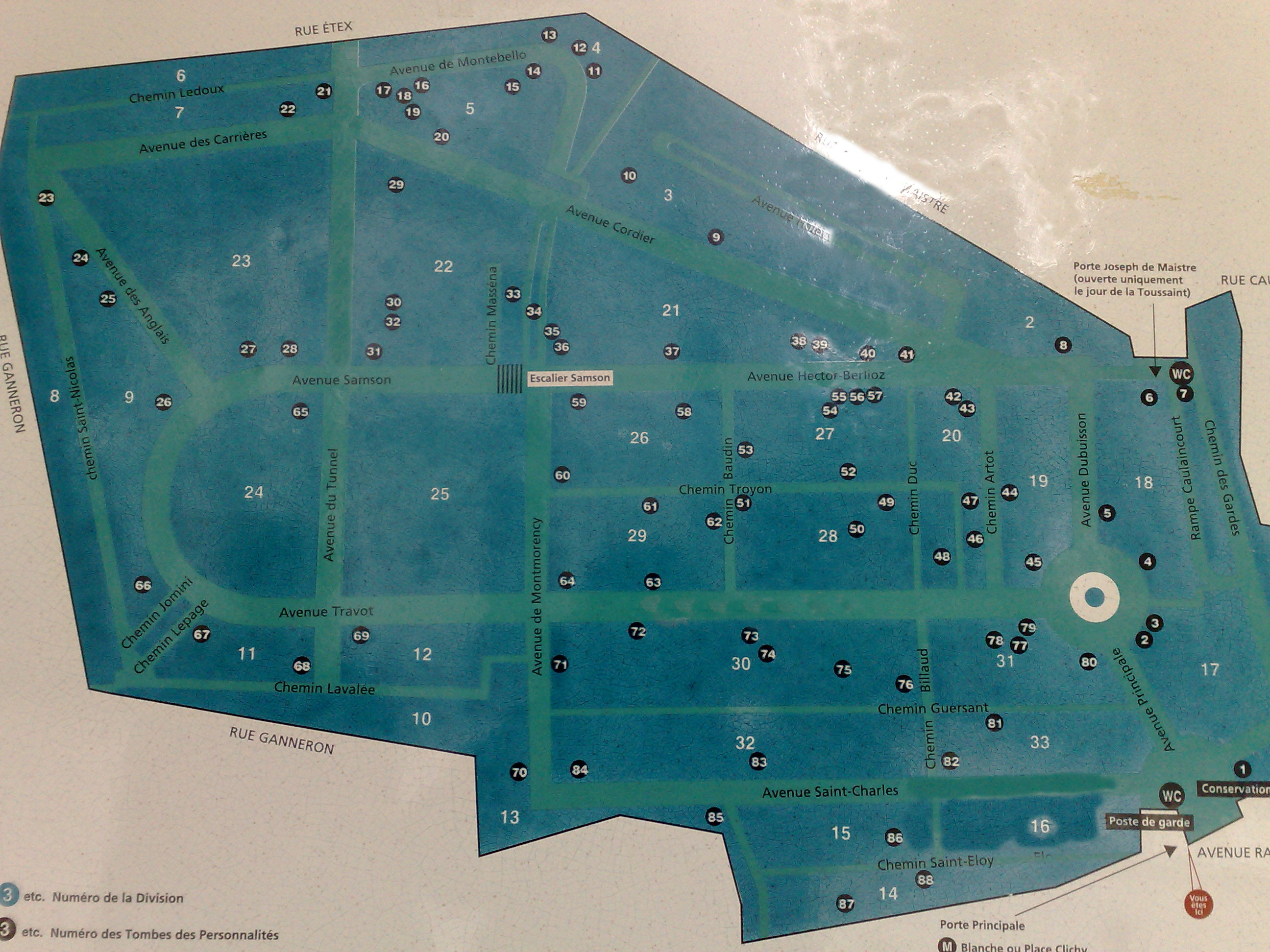
Cimetière de Montmartre – Überblick, Einteilung in Divisionen
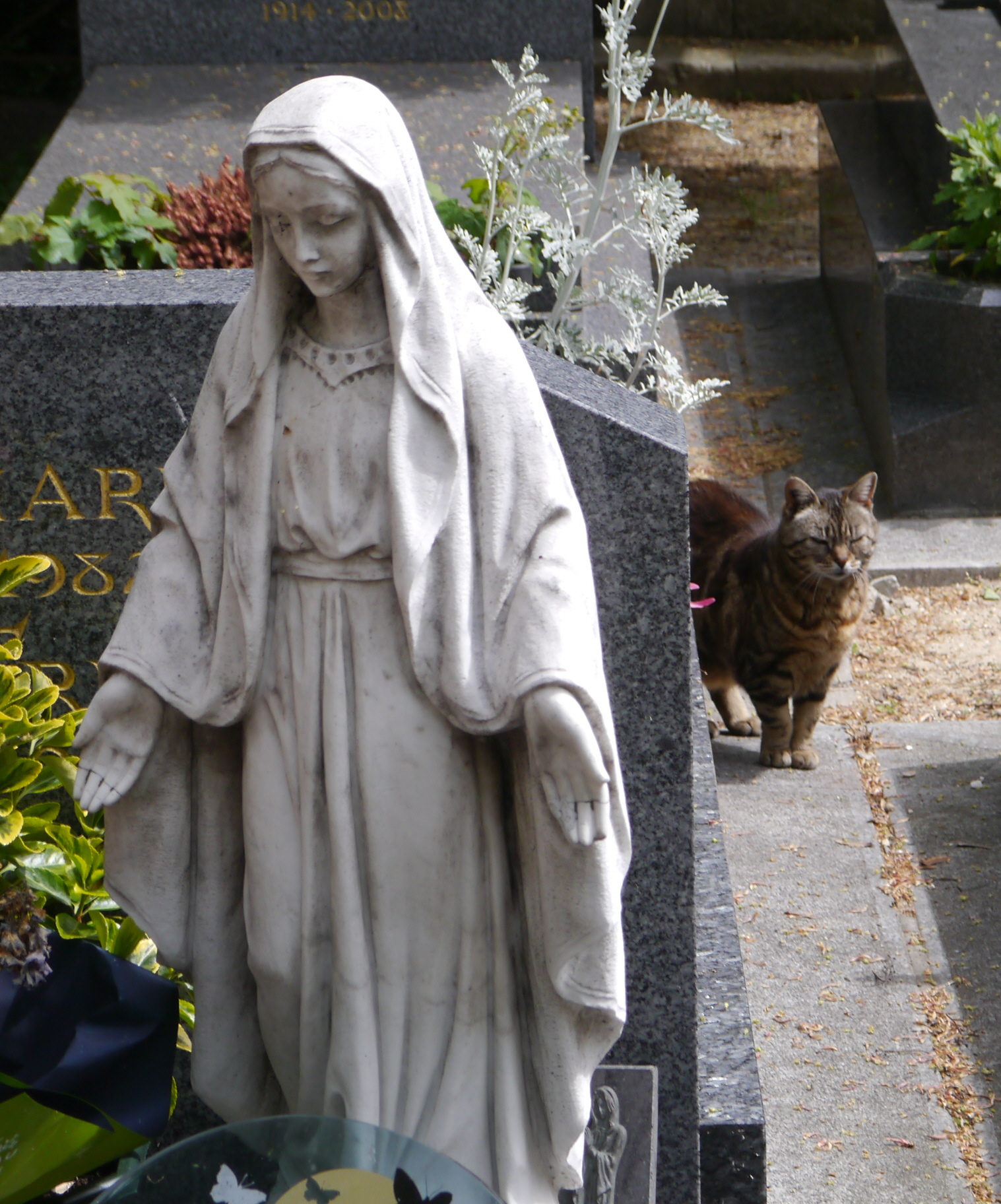
Katzen zwischen den Gräbern
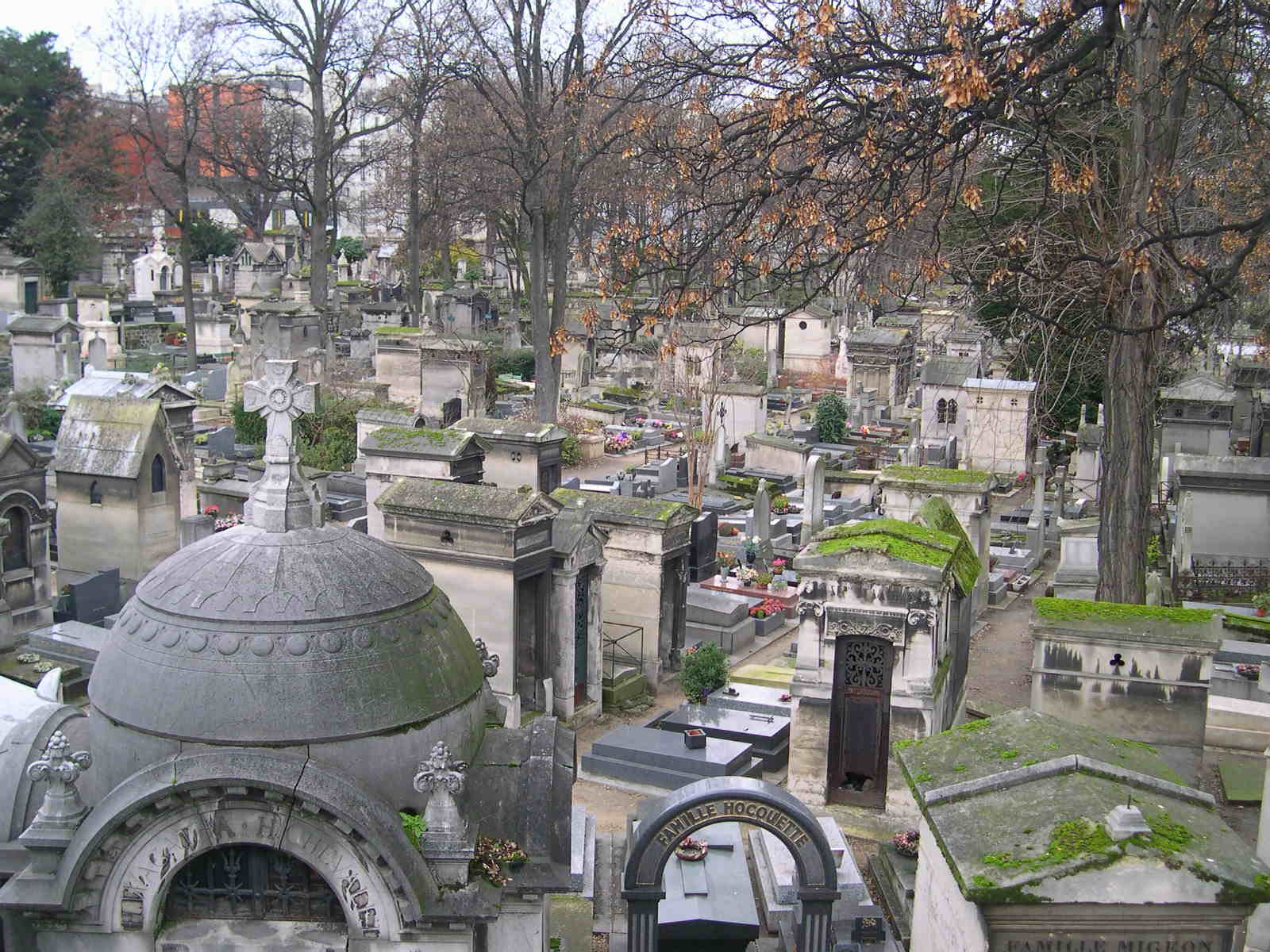
Blick über die Gräber

### A

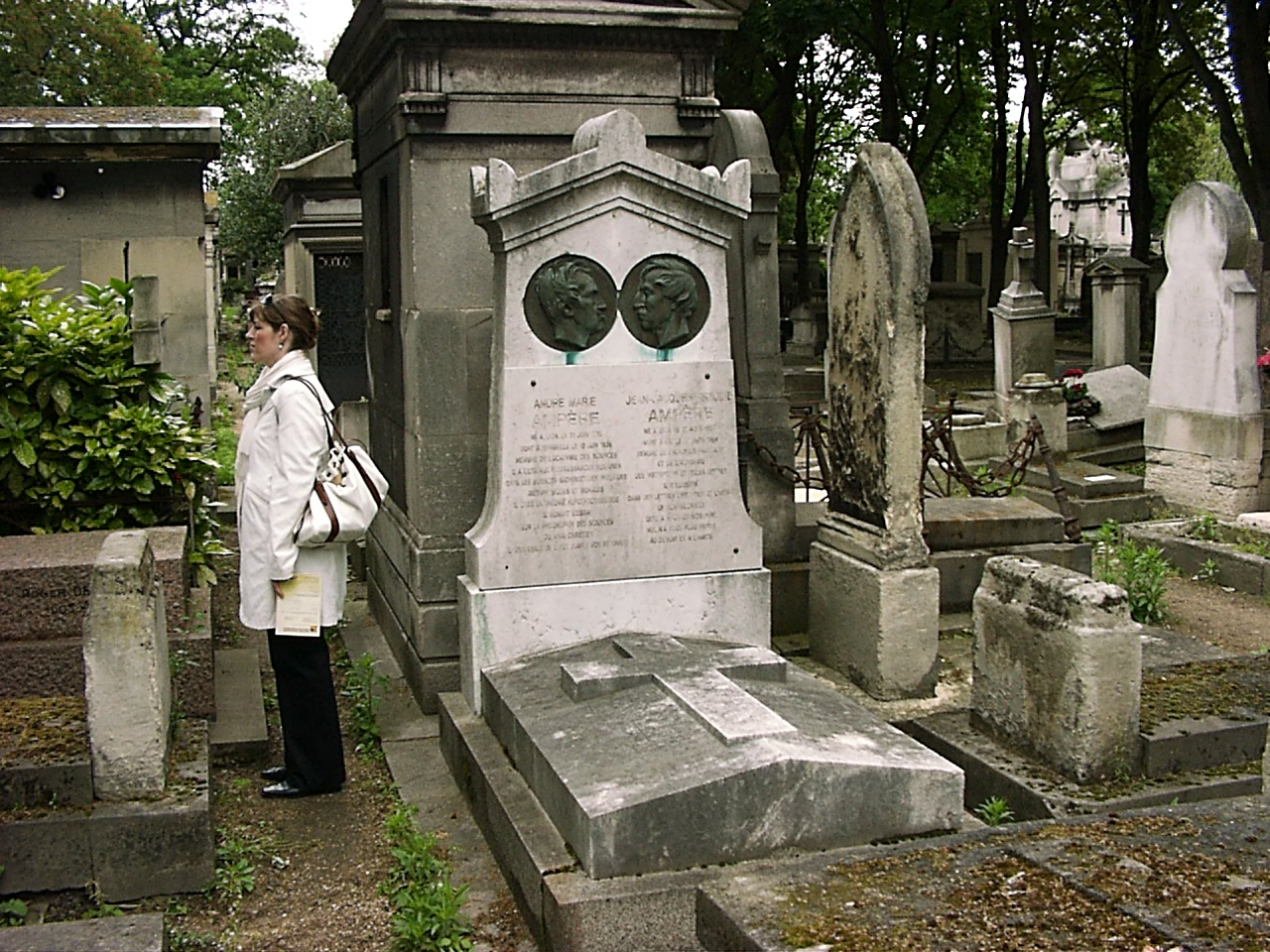
Grab von André-Marie Ampère und Jean-Jacques Ampère

- Laure-Adelaide Abrantès (1784–1838), Hofdame am napoleonischen Hof und französische Schriftstellerin (22. Division)
- Adolphe Adam (1803–1856), Opern- und Ballettkomponist (5. Division)
- Jean Adhémar (1908–1987), Kunsthistoriker, Archivar, Spezialist für Druckgraphik und Hochschullehrer (33. Division)
- Joseph-Alphonse Adhémar (1797–1862), Mathematiker (22. Division)
- Alfred-Philibert Aldrophe (1834–1895), Architekt (3. Division)
- Jean-Delphin Alard (1815–1888), Violinist und Komponist (3. Division)
- Charles Valentin Alkan (1813–1888), Komponist und Klaviervirtuose (1. Division)
- Joseph-Henri Altès (1826–1895), Flötist und Komponist (33. Division)
- Joachim Ambert (1804–1890), Général de brigade und Militärschriftsteller (17. Division)
- André-Marie Ampère (1775–1836), Physiker (30. Division)
- Jean-Jacques Ampère (1800–1864), Historiker, Philologe und Schriftsteller (30. Division)
- Georges Ancey (1860–1917), Schriftsteller und Dramatiker (26. Division)
- Édouard François André (1840–1911), Gärtner, Gartengestalter und Botaniker (23. Division)
- Alexandre Antigna (1817–1878), Maler (21. Division)
- Juan Crisóstomo de Arriaga (1806–1826), spanischer (baskischer) Violinist und Komponist (unmarkiertes Gemeinschaftsgrab)
- Claude Autant-Lara (1901–2000), Filmregisseur, Drehbuchautor und Kostümbildner (26. Division)

### B

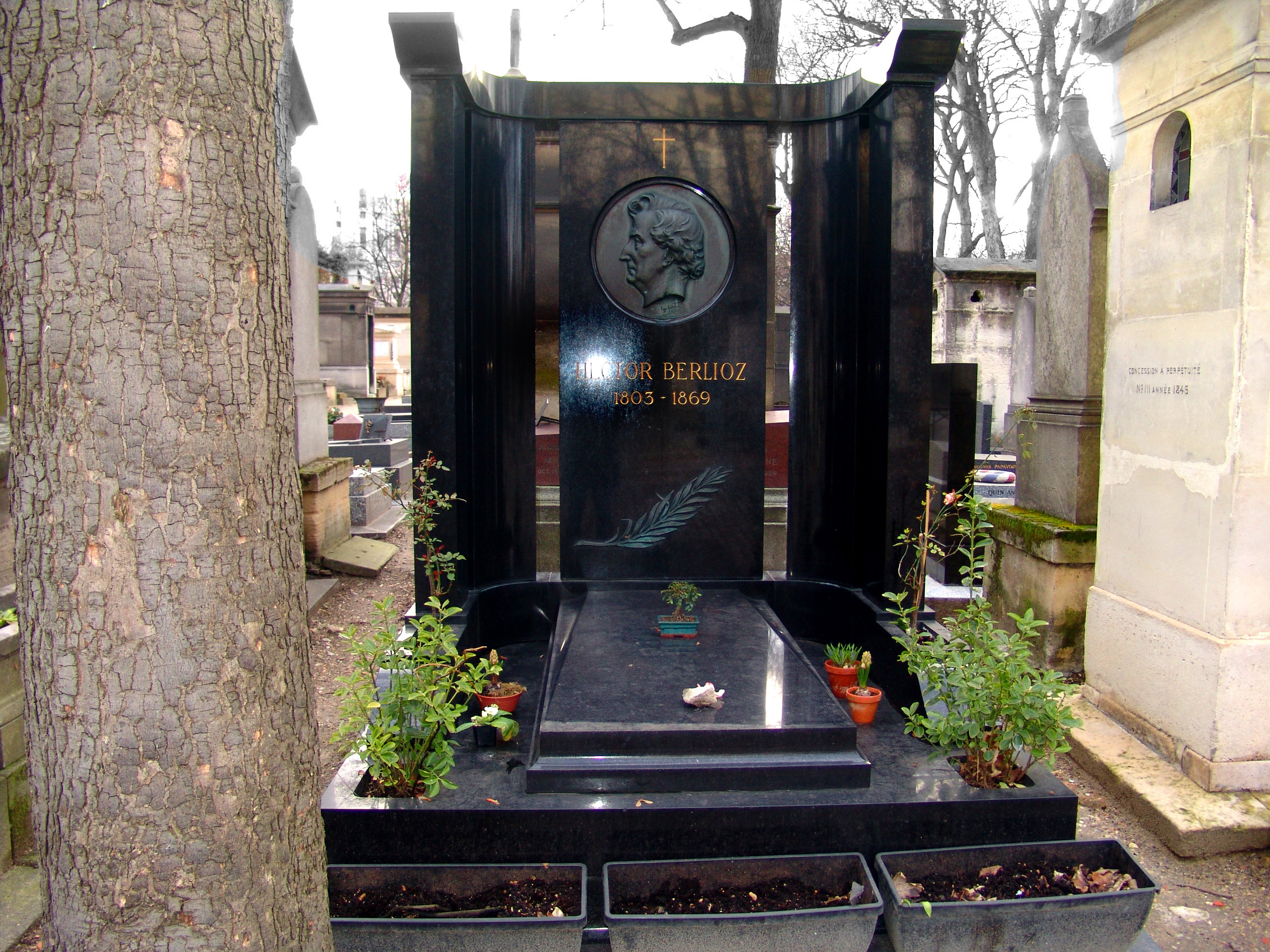
Grabmal von Hector Berlioz

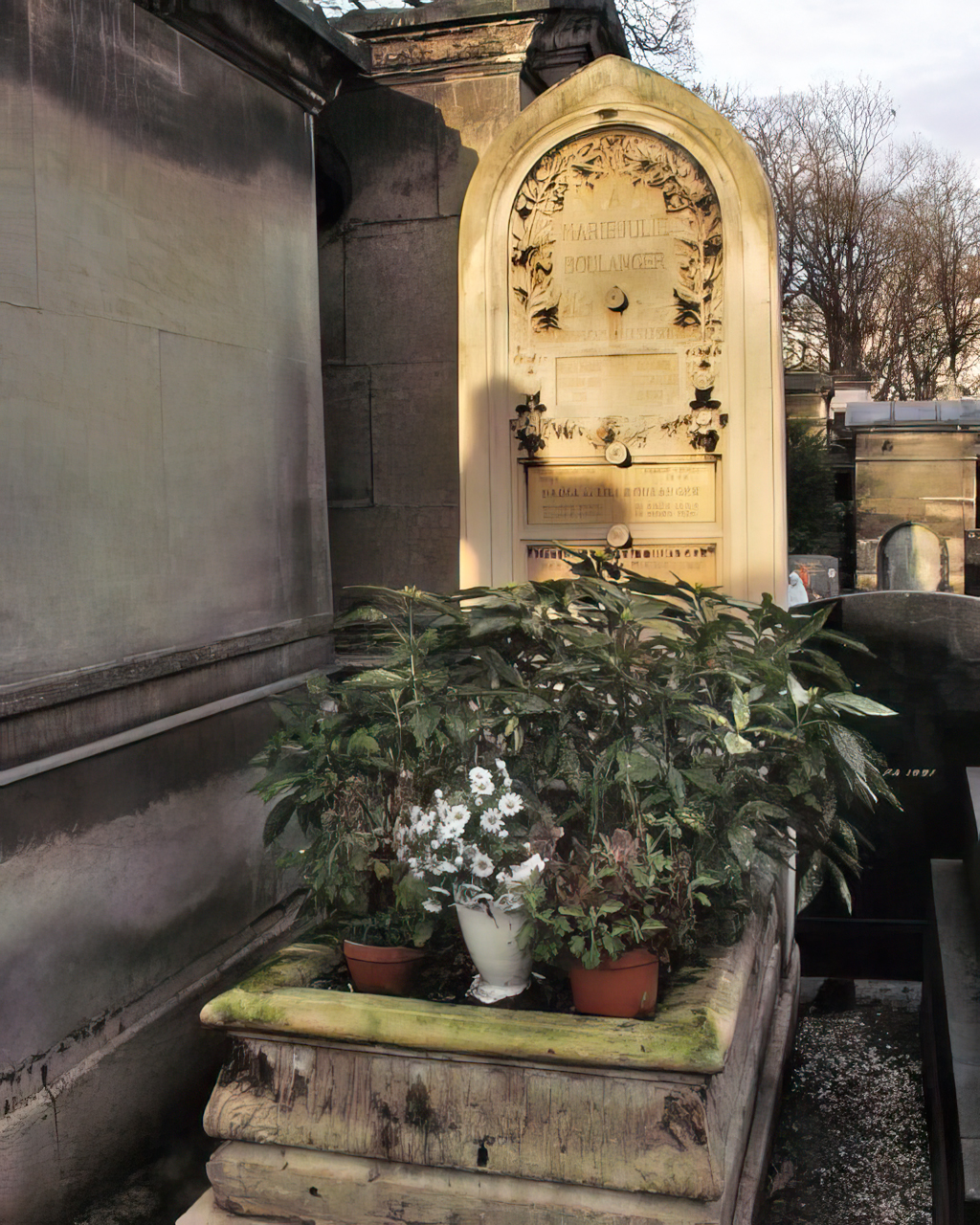
Grabmal der Schwestern Boulanger

- Pierre Baillot (1771–1842), Violinist und Komponist
- Humbert Balsan (1954–2005), Filmproduzent (29. Division)
- Pierre Barouh (1934–2016), Komponist, Sänger und Autor (9. Division)
- Charles Baudin (1784–1854), Admiral (17. Division)
- Léon Benouville (1821–1859), Maler (3. Division)
- Jean Béraud (1849–1935), Maler und Graphiker (1. Division)
- Michel Berger (1947–1992), Autor, Komponist und Sänger (29. Division)
- Hector Berlioz (1803–1869), Komponist (20. Division)
- Gustave Boulanger (1824–1888), Maler (8. Division)
- Nadia Boulanger (1887–1979), Komponistin, Pianistin und Dirigentin (33. Division)
- Lili Boulanger (1893–1918), Komponistin (33. Division)
- Léon Boëllmann (1862–1897), Komponist und Organist (18. Division)
- Alexandre-Pierre-François Boëly (1785–1858), Komponist, Organist und Pianist (2. Division)
- Mel Bonis (1858–1937), Komponistin (24. Division)
- Alain Bosquet (1919–1998), russisch-französischer Dichter, Schriftsteller, Übersetzer und Essayist
- François Bouchot (1800–1842), Historienmaler und Kupferstecher (32. Division)
- François-Claude-Amour de Bouillé (1739–1800), Heerführer (1. Division)
- Marcel Boussac (1889–1980), Textilindustrieller und Pferdezüchter (30. Division)
- Victor Brauner (1903–1966), französischer Maler rumänischer Herkunft (3. Division)
- Claire Bretécher (1940–2020), Zeichnerin und Autorin (20. Division)
- Jean-Claude Brialy (1933–2007), Schauspieler (15. Division)
- Louis Alexandre Brière de l’Isle (1827–1896), Général de division (25. Division)
- Arthur Briggs (1901–1991), US-amerikanischer Trompeter, Orchesterleiter und Jazzmusiker britischer Herkunft
- Henri Brisson (1835–1912), Politiker und zweimaliger Premierminister (23. Division)
- Cécile Brunschvicg (1877–1946), Politikerin und Feministin (3. Division)
- Václav Brožík (1851–1901), tschechischer Maler (30. Division)
- Filippo Buonarroti (1761–1837), italienisch-französischer revolutionärer Aktivist, Politiker und Publizist (12. Division)

### C
- Jean-Daniel Cadinot (1944–2008), Filmregisseur (30. Division)
- Nissim de Camondo (1892–1917), Kampfpilot und Bankierssohn (Famille Camondo, 3. Division)
- Jean-Daniel Cadinot (1944–2008), Fotograf und Regisseur (22. Division)
- André Caplet (1878–1925), Komponist und Dirigent
- Pierre Cardin (1922–2020), Modeschöpfer und Unternehmer (5. Division)
- Marie-Antoine Carême (1784–1833), Koch und Pâtissier (20. Division)
- Jules-Antoine Castagnary (1830–1888), Journalist, Kunstkritiker und Politiker (18. Division)
- Charles-Simon Catel (1773–1830), Komponist (30. Division)
- Patrick Cauvin (1932–2010), Schriftsteller (30. Division)
- Eugène Cavaignac (1876–1969), Historiker
- Jean-Baptiste Cavaignac (1762–1829), Politiker
- Fanny Cerrito (1817–1909), italienische Ballerina und Choreografin (5. Division)
- Jean-Baptiste Charcot (1867–1936), Wissenschaftler, Arzt und Polarforscher (29. Division)
- Jean-Martin Charcot (1825–1893), Pathologe und Neurologe (29. Division)
- Théodore Chassériau (1819–1856), Maler (32. Division)
- Gustave Chaudey (1817–1871), Journalist und Politiker (29. Division)
- Rose Chéri (1824–1861), Schauspielerin (22. Division)
- Frédéric Chichin (1954–2007), Musiker (11. Division)
- Laure Cinti-Damoreau (1801–1863), Opernsängerin und Gesangspädagogin (26. Division)
- Louis Clapisson (1808–1866), Komponist (28. Division)
- Jean-Joseph Benjamin-Constant (1845–1902), Maler und Graphiker (23. Division)
- Véra Clouzot (1913–1960), Schauspielerin und Drehbuchautorin (30. Division)
- Wilhelmine Clauss-Szarvady (1832–1907), Pianistin (22. Division)
- Henri-Georges Clouzot (1907–1977), Filmregisseur (30. Division)
- Fernand Cormon (1845–1924), Maler (9. Division)
- René Cresté (1881–1922), Stummfilmschauspieler und Regisseur (26. Division)
- Alfred-Auguste Cuvillier-Fleury (1802–1887), Schriftsteller und Journalist (26. Division)

### D

Grabmal von Dalida

- Dalida (1933–1987), Sängerin und Schauspielerin (18. Division)
- Daniel Darc (1959–2013), Sänger (30. Division)
- Pierre Daru (1767–1829), Verwaltungsbeamter, Dichter und Historiker (21. Division)
- Dazincourt (1747–1809), Schauspieler (19. Division)
- Louis Antoine Debrauz de Saldapenna (1811–1871), österreichischer Autor, Journalist und Geheimdiplomat
- Jacques Decour (1910–1942), Lehrer, Autor, Übersetzer und Widerstandskämpfer (25. Division)
- Edgar Degas (1834–1917), Maler und Bildhauer (4. Division)
- Paul Delaroche (1797–1856), Historienmaler (5. Division)
- Théophile Delcassé (1852–1923), führender Staatsmann der französischen Dritten Republik (18. Division)
- Léo Delibes (1836–1891), Komponist (9. Division)
- Albert Delpit (1849–1893), Roman- und Bühnendichter (28. Division)
- François Delsarte (1811–1871), Sprecherzieher, Bewegungspädagoge und Begründer des Delsarte-Systems (9. Division)
- Maria Deraismes (1828–1894), Schriftstellerin, demokratische Humanistin und Frauenrechtlerin (31. Division)
- Marceline Desbordes-Valmore (1786–1859), Schriftstellerin, Sängerin und Schauspielerin (26. Division)
- Adolphe Deslandres (1840–1911), Komponist und Organist (25. Division)
- Marie-Anne Detourbay (1837–1908), Salonniere und Kurtisane (30. Division)
- Narcisso Virgilio Díaz de la Peña (1807–1876), Maler (14. Division)
- Louis Diémer (1843–1919), Pianist und Komponist (24. Division)
- Jean-Pierre Doumerc (1767–1847), Kavalleriegeneral (25. Division)
- Jacques Duby (1922–2012), Schauspieler (23. Division)
- Alexandre Dumas d. J. (1824–1895), Schriftsteller (21. Division)
- Marie Duplessis, genannt Die Kameliendame (1824–1847), Kurtisane (15. Division)
- François Duprat (1940–1978), Lehrer, Schriftsteller und militanter Anhänger des Nationalisme révolutionnaire (26. Division)
- Jules Duprato (1827–1892), Komponist (17. Division)
- Émile Durand (1830–1903), Komponist und Musikpädagoge (32. Division)
- Pierre Dux (1908–1990), Schauspieler, Theaterregisseur und Theaterleiter (33. Division)

### F

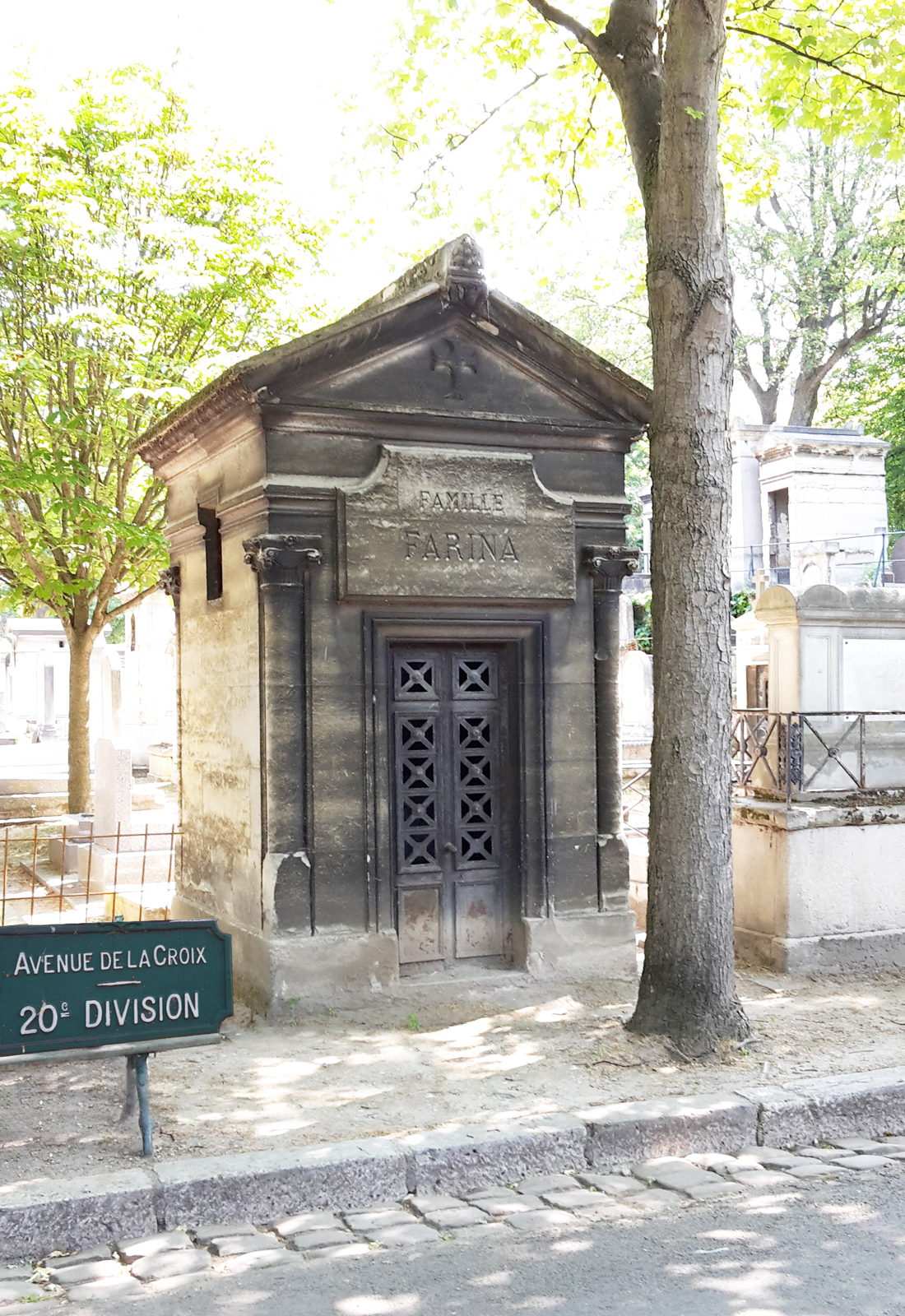
Grabmal von Jean Marie Joseph Farina

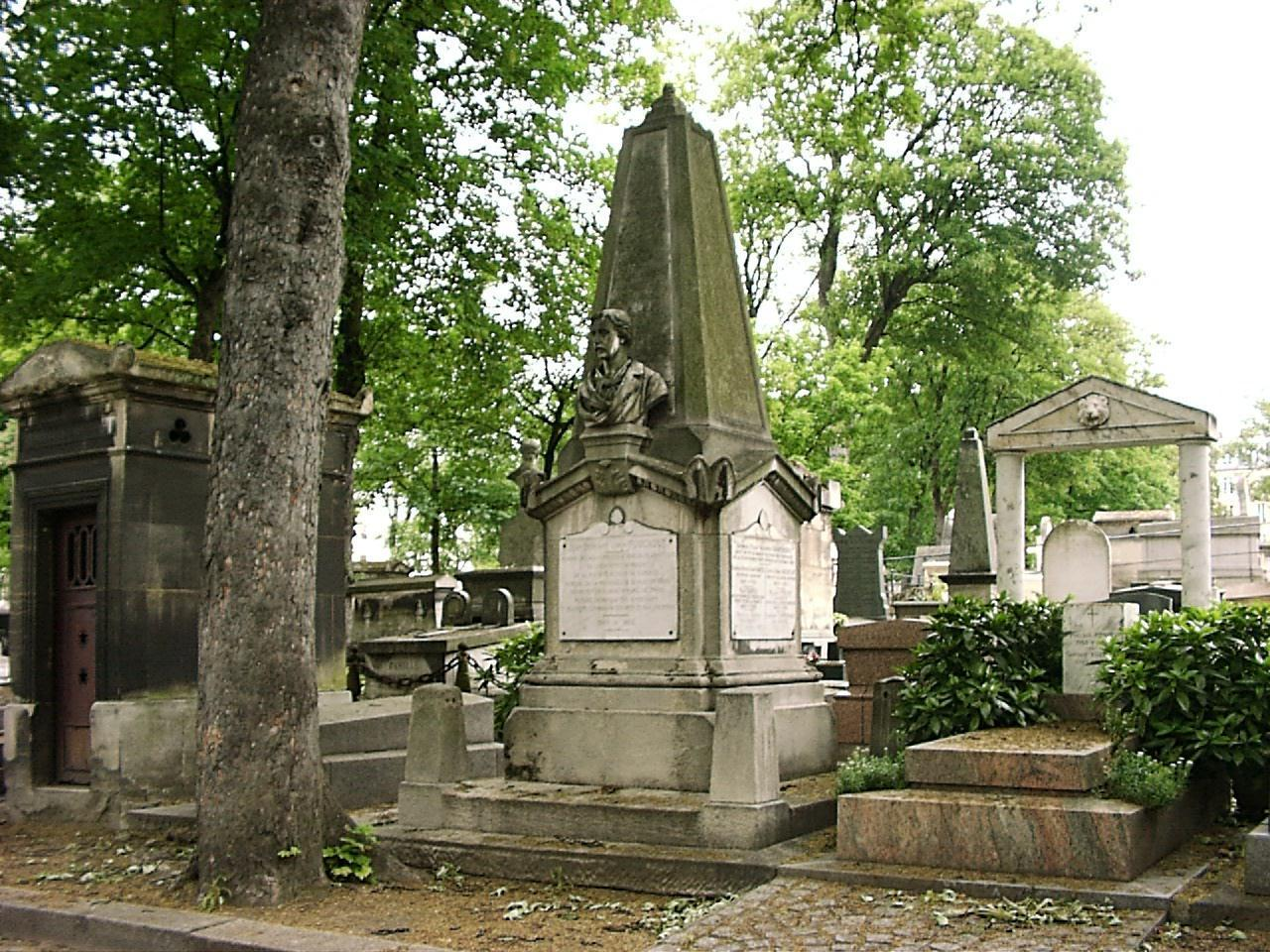
Grabmal von Léon Foucault

- Gustave Fagniez (1842–1927), Historiker (23. Division)
- Renée Falconetti (1892–1946), Schauspielerin (16. Division)
- Jean Marie Joseph Farina (1785–1864), Eau-de-Cologne- und Parfumfabrikant (20. Division)
- Georges Feydeau (1862–1921), Dramatiker (30. Division)
- Jacques-Eugène Feyen (1815–1908), Genremaler und Fotograf (18. Division)
- Augustin Feyen-Perrin (1826–1888), Maler (18. Division)
- Eugène Flachat (1802–1873), Eisenbahn-Ingenieur (29. Division)
- Charles-Joseph de Flahaut (1785–1870), Général de division, Diplomat und Adjutant Murats (2. Division)
- Julian Fontana (1810–1869), polnischer Pianist und Komponist, Freund von Frédéric Chopin
- Léon Foucault (1819–1868), Physiker (7. Division)
- Charles Fourier (1772–1847), Gesellschaftstheoretiker (23. Division)
- Benoît Fourneyron (1802–1867), französischer Ingenieur (26. Division)
- Alexandre-Évariste Fragonard (1780–1850), Bildhauer, Lithograf, Maler und Zeichner (21. Division)
- Jean-Honoré Fragonard (1732–1806), Maler, Zeichner und Radierer (19. Division)
- Auguste-Joseph Franchomme (1808–1884), Cellist und Komponist (23. Division)
- Annie Fratellini (1932–1997), Zirkuskünstlerin, Musikerin und Filmschauspielerin (24. Division)
- Christophe Fratin (1801–1864), Bildhauer (25. Division)
- Carole Fredericks (1952–2001), US-amerikanische Sängerin (23. Division)

### G

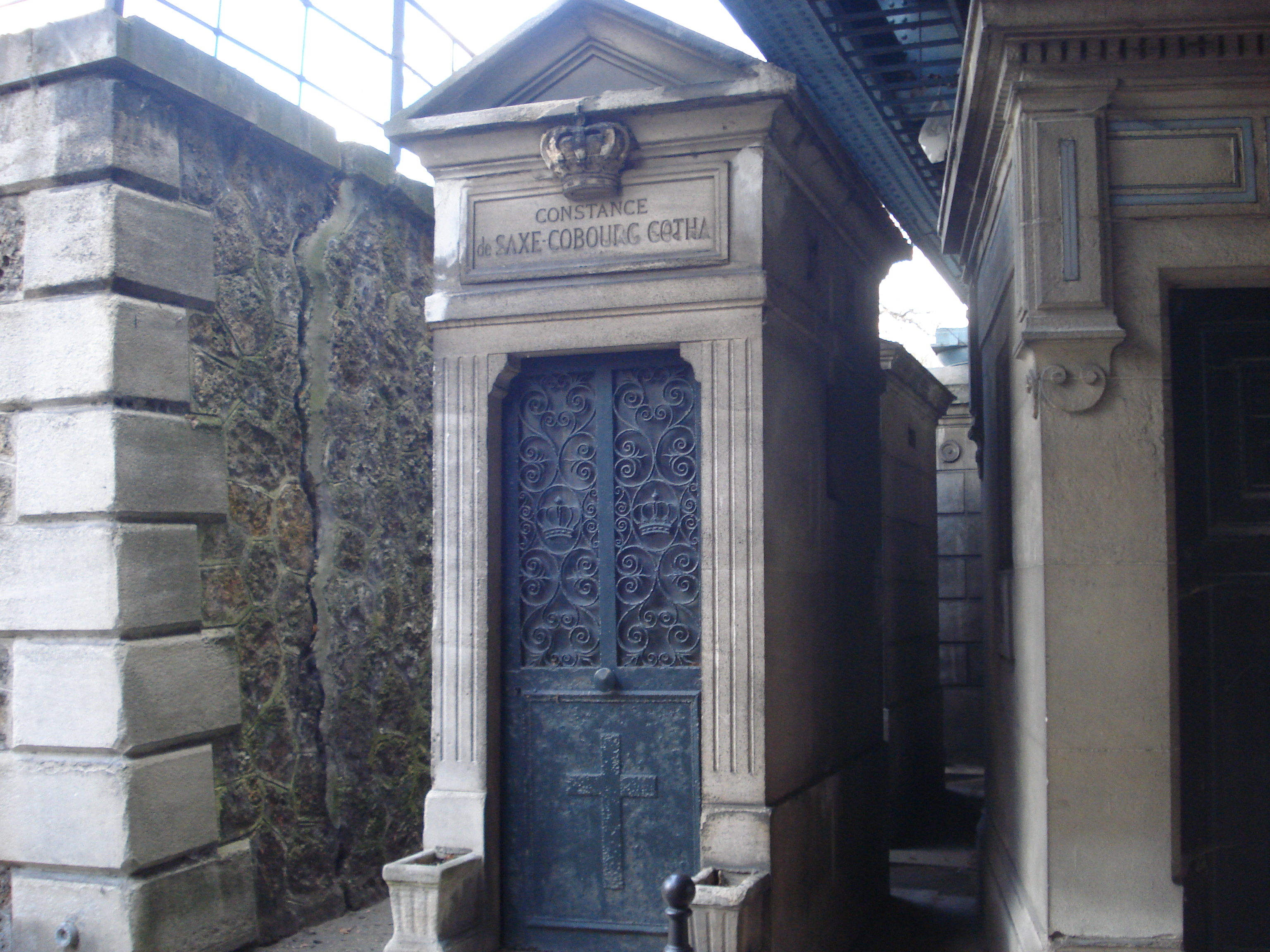
Grabmal von Constanze Geiger (Constance de SAXE-COBOURG GOTHA)

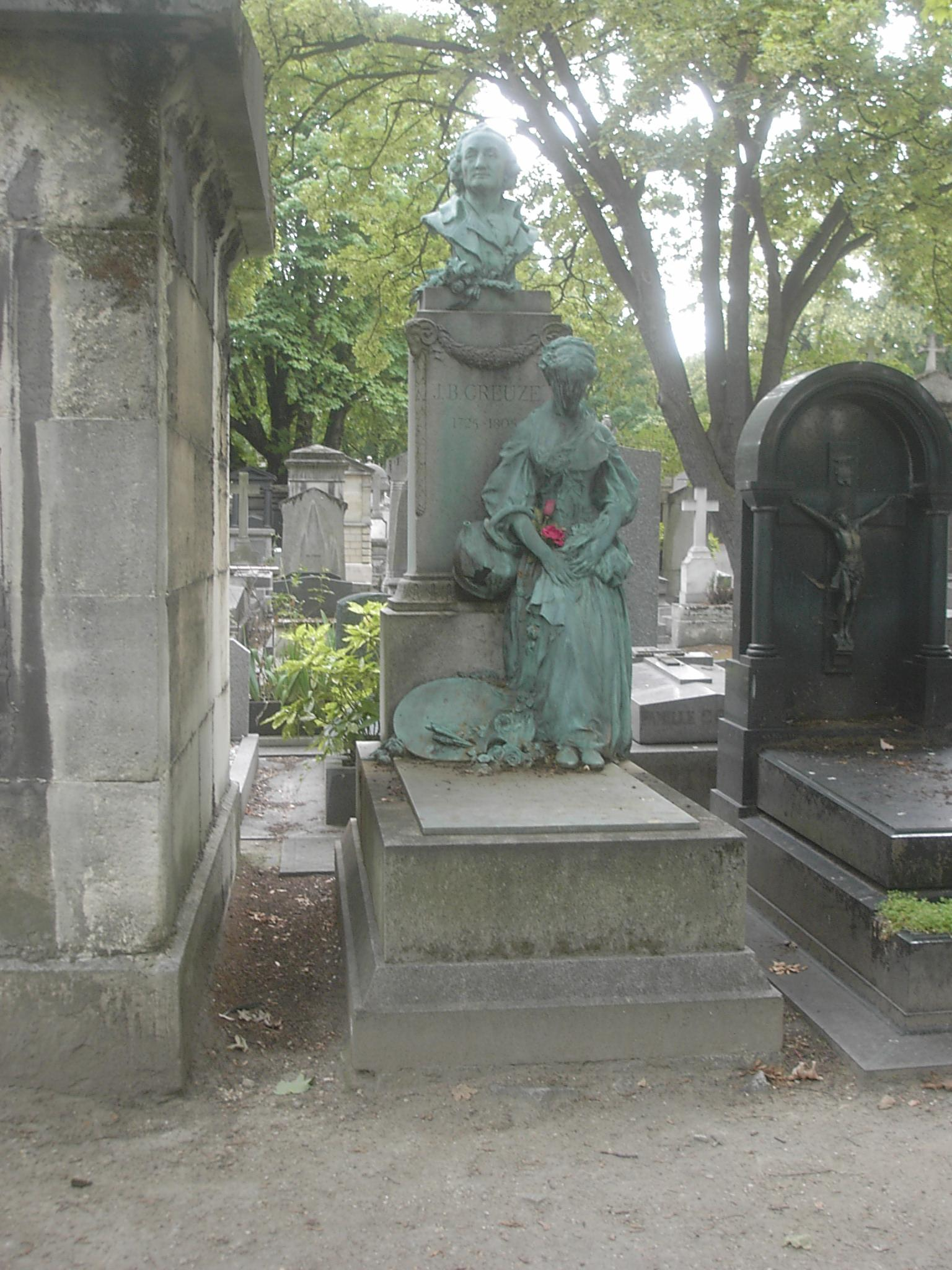
Grabmal von Jean-Baptiste Greuze

- Michel Galabru (1922–2016), Schauspieler, Kollege von Louis de Funès (32. Division)
- France Gall (1947–2018), Sängerin (29. Division)
- Robert Gall (1918–1990), Musiker und Vater von France Gall (22. Division)
- Léon Gandillot (1862–1912), Dramatiker, Autor und Librettist (31. Division)
- Pauline Viardot-García (1821–1910), Opernsängerin, Komponistin, Pianistin, Gesangspädagogin, Salonière und Herausgeberin (28. Division)
- Théophile Gautier (1811–1872), Schriftsteller (3. Division)
- Delphine Gay (1804–1872), Dichterin (12. Division)
- Constanze Geiger (1835–1890), österreichische Pianistin, Schauspielerin, Komponistin und Sängerin
- Jean-Léon Gérôme (1824–1904), Historienmaler und Bildhauer (18. Division)
- Hector Giacomelli (1822–1904), Zeichner, Aquarellist und Illustrator (32. Division)
- Eugène Gigout (1844–1925), Organist und Komponist (18. Division)
- Émile de Girardin (1806–1981), Verleger und Journalist (12. Division)
- Edmond de Goncourt (1822–1896), Schriftsteller, Verleger, Stifter des Prix Goncourt (13. Division)
- Jules de Goncourt (1830–1870), Schriftsteller, Verleger, Stifter des Prix Goncourt (13. Division)
- Eva Gonzalès (1847–1883), Malerin (21. Division)
- Ernest Goüin (1815–1885), Maschinenbau- und Bauingenieur und Unternehmer (14. Division)
- Léon Gozlan (1803–1866), Schriftsteller (21. Division)
- Jacques-Joseph Grancher (1843–1907), Kinderarzt (23. Division)
- Jean-Baptiste Greuze (1725–1805), Maler (27. Division)
- Undine Gruenter (1952–2002), deutsche Schriftstellerin (25. Division)
- Jules Guérin (1860–1910), Journalist und Antisemit (9. Division)
- Charlemagne Oscar Guet (1801–1871), Genre- und Porträtmaler (26. Division)
- Sacha Guitry (1885–1957), Schauspieler, Filmregisseur (1. Division)

### H

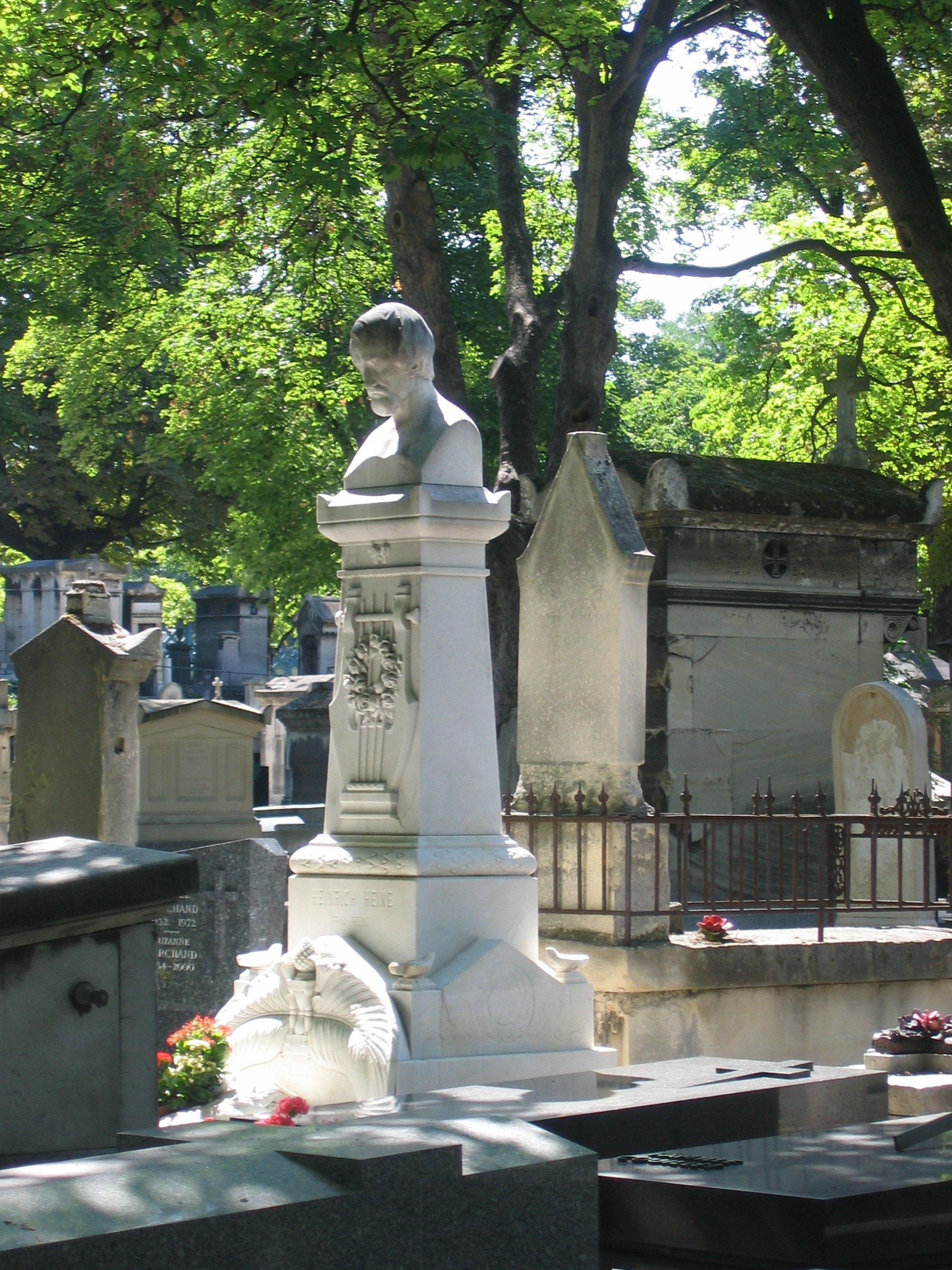
Grabmal von Heinrich Heine

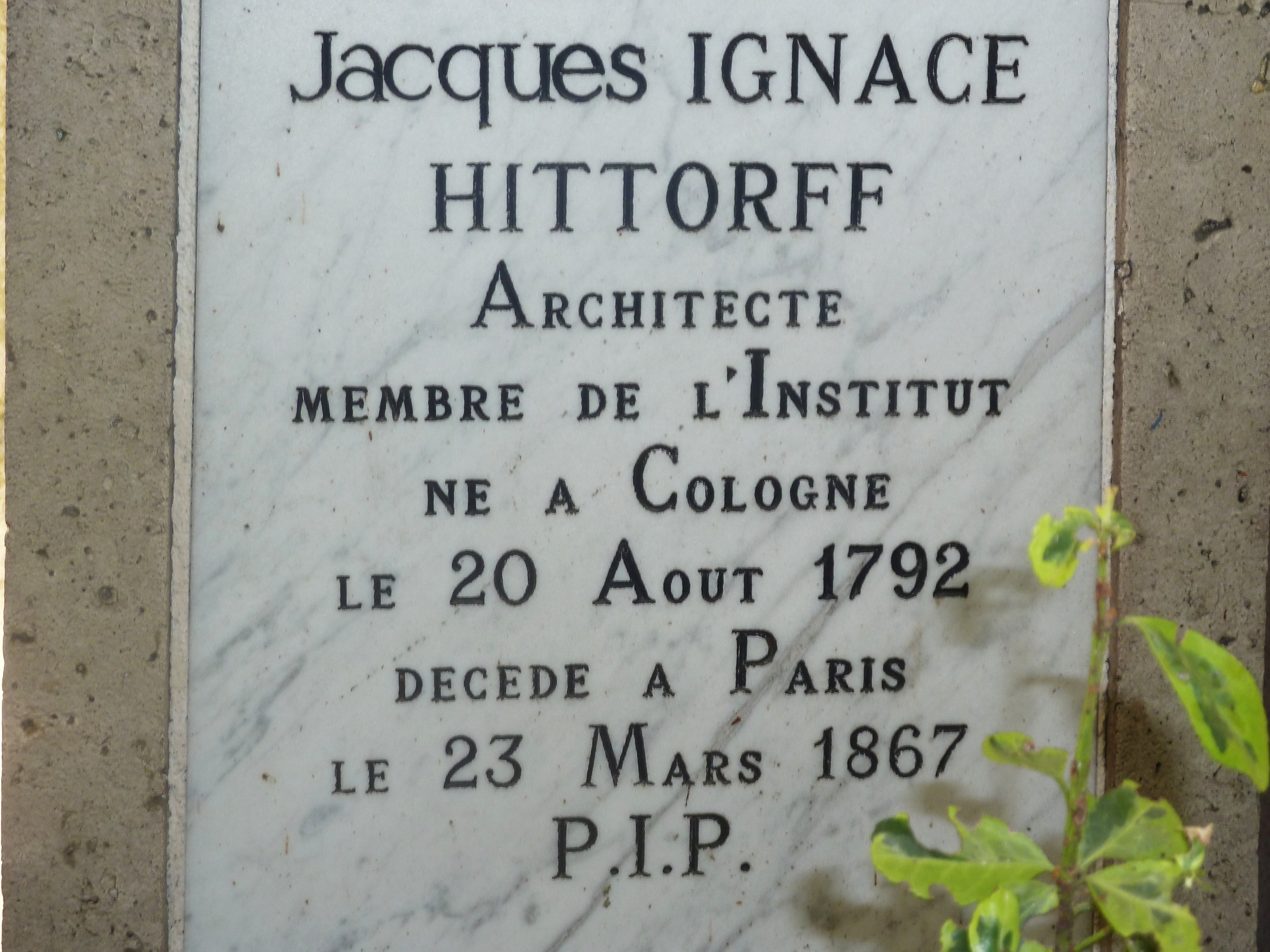
Grabmal von Jakob Ignaz Hittorff

- Daniel Halévy (1872–1962), Essayist und Historiker (3. Division)
- Fromental Halévy (1799–1862), Komponist (3. Division)
- Ludovic Halévy (1834–1908), Bühnenautor, Dramatiker und Librettist (3. Division)
- Jean Hamburger (1909–1992), Arzt und Essayist (29. Division)
- Heinrich Heine (1797–1856), deutscher Dichter, Schriftsteller und Journalist (27. Division)
- Jean-Jacques Henner (1829–1905), Maler (5. Division)
- Jacques François Édouard Hervieux (1818–1905), Mediziner
- Maurice de Hirsch (1831–1896), deutscher Bankier und Philanthrop (30. Division)
- Jakob Ignaz Hittorff (1792–1867), aus Köln stammender Architekt (4. Division)
- Henri Huvelin (1830–1910), Priester (23. Division)

### I
- Daniel Iffla (1825–1907), Börsenspekulant und Mäzen (3. Division)
- François-André Isambert (1792–1857), Jurist und Politiker (11. Division)

### J
- Caroline Jaubert (1803–1882), Schriftstellerin und Salonnière (30. Division)
- André Jolivet (1905–1974), Komponist (27. Division)
- Victorin de Joncières (1839–1903), Komponist und Musikkritiker (12. Division)
- Joseph Joubert (1754–1824), Moralist und Essayist
- Marcel Jouhandeau (1888–1979), katholischer Schriftsteller (30. Division)
- Louis Jouvet (1887–1951), Schauspieler, Regisseur, Theaterleiter und Schauspiellehrer (14. Division)
- Anna Judic (1850–1911), Opernsängerin (25. Division)

### K
- Friedrich Kalkbrenner (1785–1849), Pianist (25. Division)
- Marie-Pierre Kœnig (1898–1970), Offizier (20. Division)
- Bernard-Marie Koltès (1948–1989), Autor, Regisseur und Dramatiker (14. Division)
- Joseph Kosma (1905–1969), ungarisch-französischer Komponist (20. Division)

### L

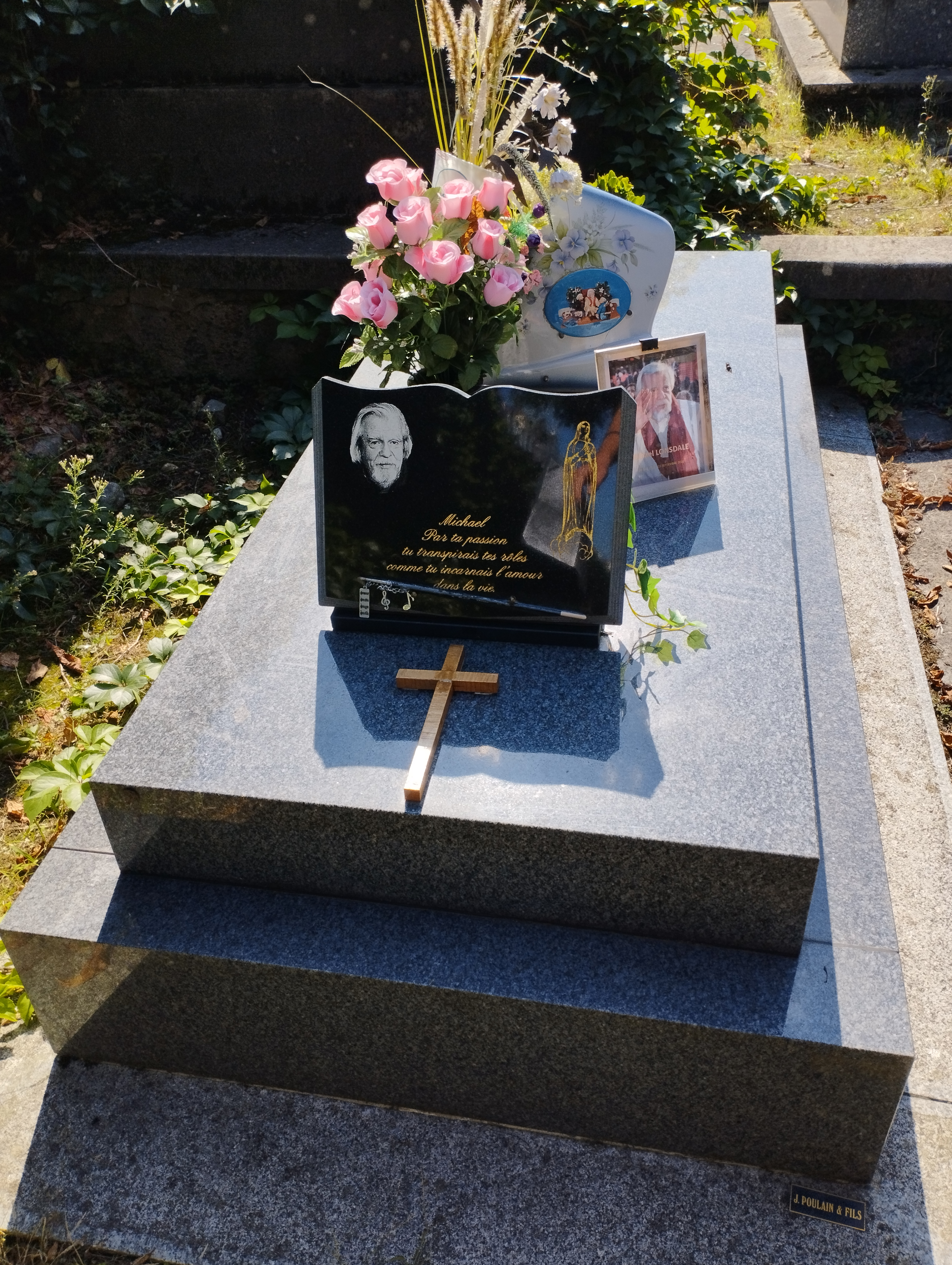
Grabmal von Michael Lonsdale

- Eugène Labiche (1815–1888), Dramatiker und Lustspieldichter (17. Division)
- Dominique Laffin (1952–1985), Schauspielerin (21. Division)
- Adolphe Lalyre (1848–1933), Maler (1. Division)
- Charles Lamoureux (1834–1899), Dirigent und Violinist (29. Division)
- Jean Lannes (1769–1809), Offizier (nur das Herz, 4. Division, Körper im Panthéon)
- Charles César de Fay de La Tour-Maubourg (1756–1831), General (21. Division)
- Jules-Joseph Lefebvre (1834–1912), Maler und Lehrer an der Académie Julian (14. Division)
- Jacques Legras (1923–2006), Schauspieler (31. Division)
- Joachim Lelewel (1786–1861), polnischer Freiheitskämpfer und Historiker (13. Division)
- Frédérick Lemaître (1800–1876), Schauspieler (28. Division)
- Gilbert Lély (1904–1985), surrealistischer und erotischer Poet (5. Division)
- Jean Le Poulain (1924–1988), Schauspieler und Regisseur (5. Division)
- Jeanne-Émilie Leverd (1788–1843), Schauspielerin (19. Division)
- Emma Livry (1842–1863), Ballerina (31. Division)
- Michael Lonsdale (1931–2020), französisch-britischer Schauspieler (4. Division)

### M

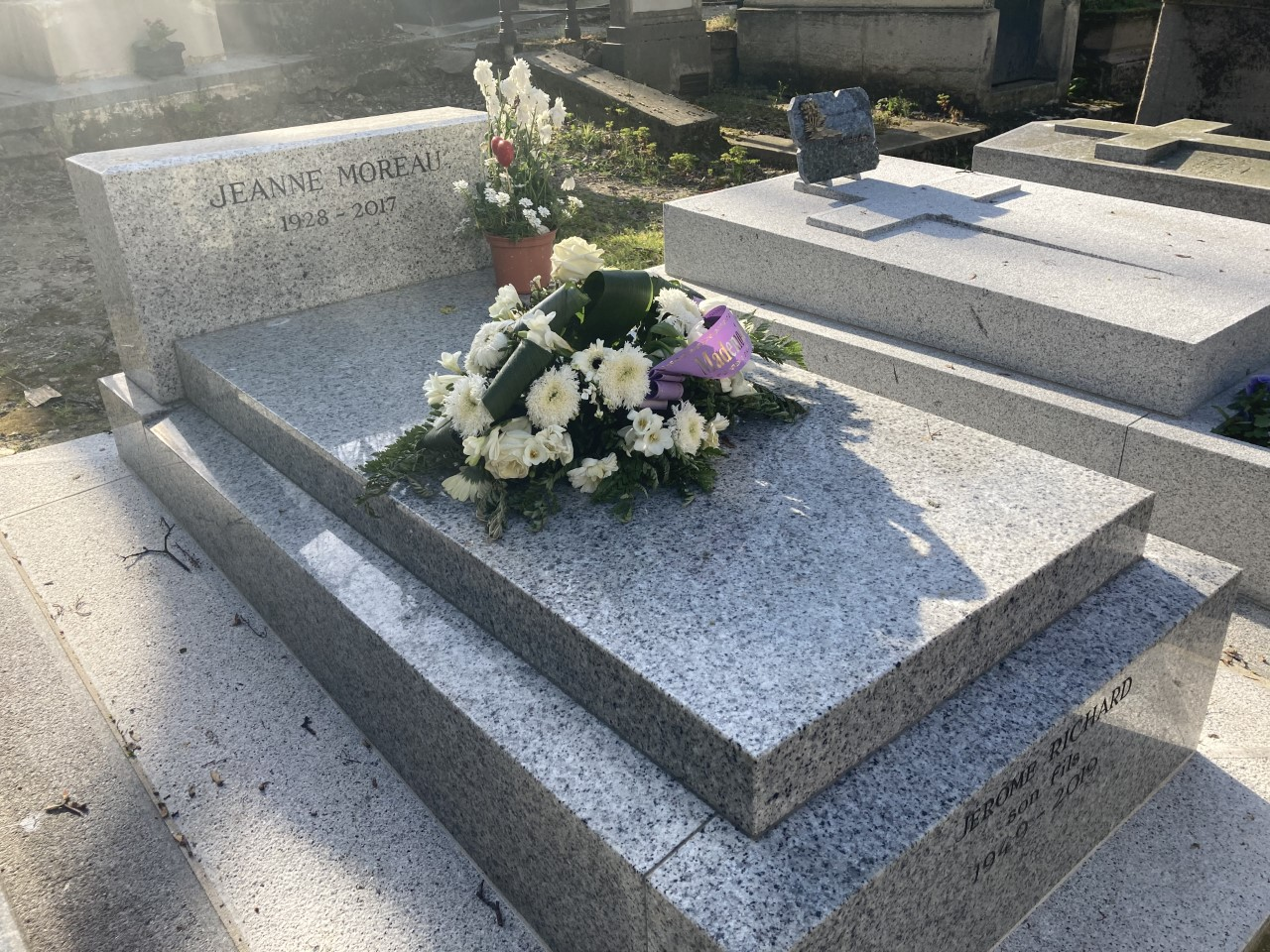
Grabmal von Jeanne Moreau

- Eddy Marnay (1920–2003), französische Songwriter, Texter und Komponist algerischer Herkunft (21. Division)
- Mary Marquet (1895–1979), französische Schauspielerin russischer Herkunft (23. Division)
- Édouard Alfred Martel (1859–1938), Höhlenforscher (22. Division)
- Victor Massé (1822–1884), Komponist (26. Division)
- Georges Mathieu (1921–2012), Maler (13. Division)
- Henri Meilhac (1831–1897), Bühnendichter und Librettist (21. Division)
- Théodore Michelot (1786–1856), Schauspieler an der Comédie-Française (21. Division)
- Jean-Baptiste Migeon (1768–1845), Unternehmer und Politiker (31. Division)
- Aimé Millet (1819–1891), Bildhauer (22. Division)
- Auguste de Montferrand (1786–1858), Architekt
- Gustave Moreau (1826–1898), Maler (22. Division)
- Jeanne Moreau (1928–2017), Schauspielerin, Filmregisseurin und Sängerin (27. Division)
- Aimé Morot (1850–1913), Maler (18. Division)
- Charles Mozin (1806–1862), Maler (5. Division)
- Théodore Mozin (1818–1850), Komponist und Musikpädagoge (4. Division)
- Henri Murger (1822–1861), Schriftsteller (5. Division)
- Louis François Félix Musnier (1766–1837), General der Infanterie (32. Division)

### N

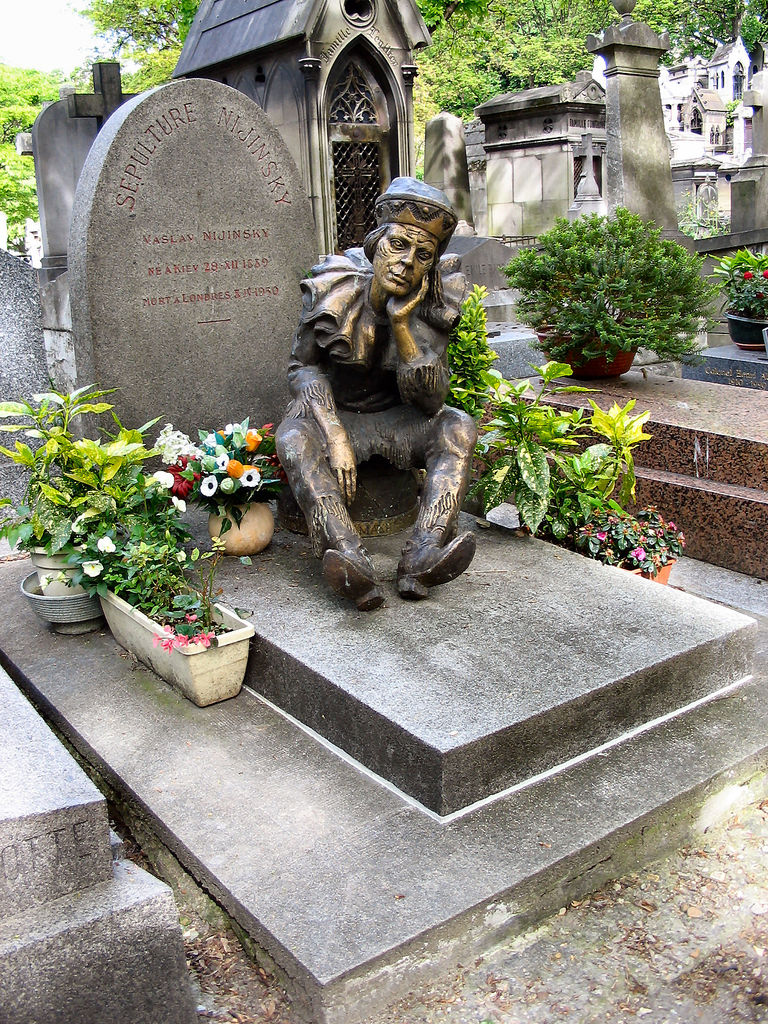
Grabmal von Vaslav Nijinsky

- Édouard Nadaud (1862–1928), klassischer Violinist und Musikpädagoge (13. Division)
- Chevalier Sigismund von Neukomm (1778–1858), österreichischer Komponist, Organist und Wissenschaftler (22. Division)
- Alphonse de Neuville (1836–1885), Schlachtenmaler (23. Division)
- Louis Niedermeyer (1802–1861), Komponist und Verfasser von Kirchenmusik (9. Division)
- Vaslav Nijinsky (1889–1950), Balletttänzer (22. Division)
- Masamichi Noro (1935–2013),  japanischer Aikidō-Lehrer in Frankreich
- Adolphe Nourrit (1802–1839), Opernsänger, Librettist und Komponist (22. Division)

### O

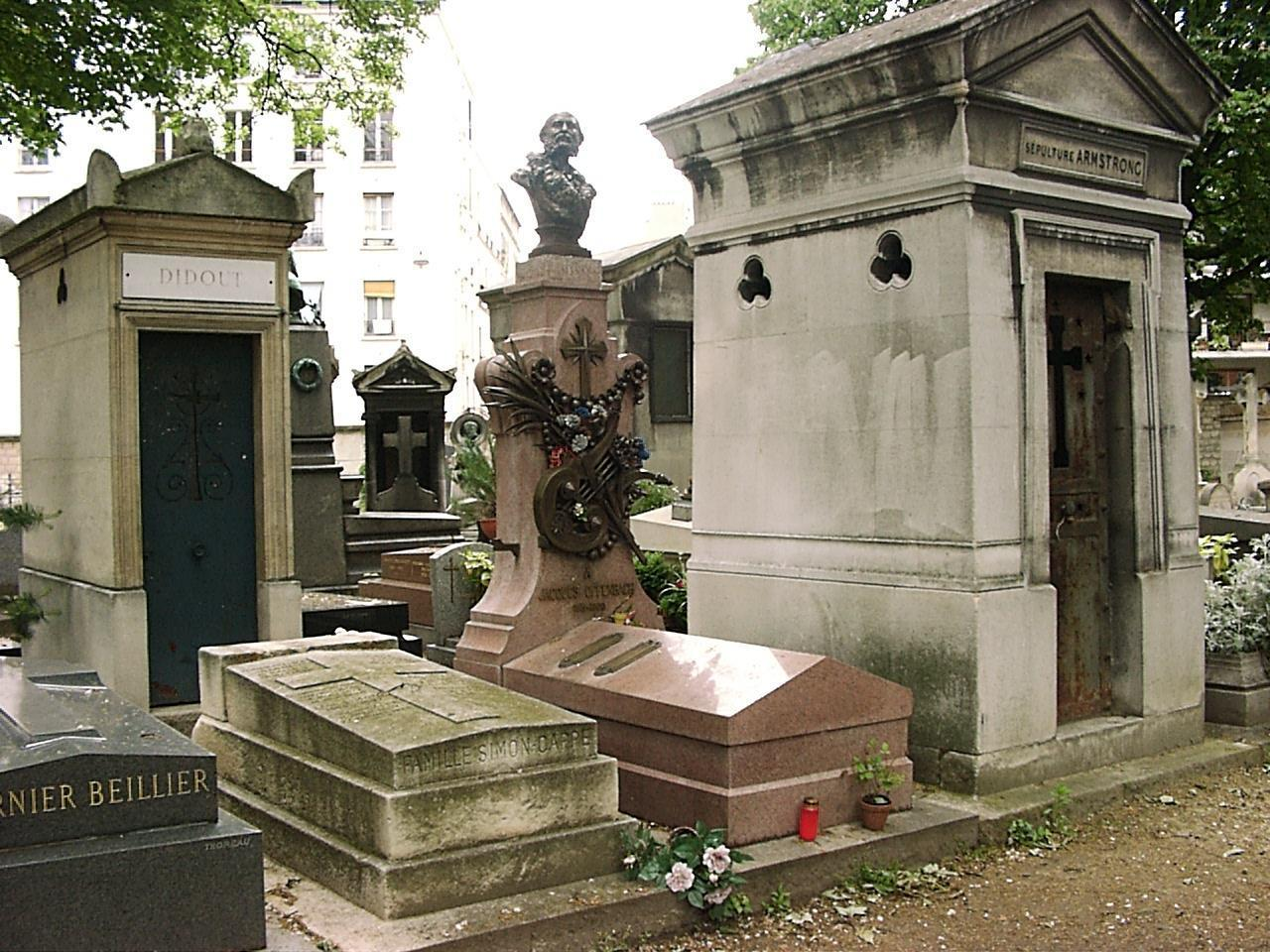
Grabmal von Jacques Offenbach (mit Büste von Jules Franceschi)

- Jacques Offenbach (1819–1880), Komponist (9. Division)
- Ogisu Takanori (1901–1986), japanischer Yōga-Maler (12. Division)

### P
- Carlotta Patti (1835–1889), italienische Opernsängerin (28. Division)
- Jules Péan (1830–1898), Chirurg, Pionier der Pylorusresektion und gilt als Erfinder der exakten Blutstillung (21. Division)
- Émile Pereire (1800–1875), Finanzmann und Publizist portugiesisch-sephardischer Herkunft (3. Division)
- Isaac Pereire (1806–1880), Finanzmann, Industrieller, Publizist und Mäzen portugiesisch-sephardischer Herkunft (3. Division)
- Jacob Rodrigues Pereira (1715–1780), portugiesisch-französischer jüdischer Pädagoge (3. Division)
- Francis Picabia (1879–1953), Maler, Grafiker und Schriftsteller (31. Division)
- Patrick Pons (1952–1980), Motorradrennfahrer (20. Division)
- Pierre Alexis Ponson du Terrail (1829–1871), Romanautor (18. Division)
- Francisque Poulbot (1879–1946), Maler und Bildhauer (9. Division)
- Émile Prudent (1817–1863), Pianist, Komponist und Musikpädagoge (25. Division)

### Q
- Ferdinando Quaglia (1780–1833), italienischer Miniaturmaler und Lithograf spanischer Herkunft (9. Division)

### R
- Louis Ratisbonne (1827–1900), Schriftsteller und Übersetzer (21. Division)
- Julie Récamier (1777–1849), Schriftstellerin und Salonnière (30. Division)
- Jean Rédélé (1922–2007), Rennfahrer, Konstrukteur und Autobauer Alpine (30. Division)
- Salomon Reinach (1858–1932), Archäologe, Philologe, Kunsthistoriker und Religionswissenschaftler (3. Division)
- Théodore Reinach (1860–1928), Archäologe, Politiker, Numismatiker, Papyrologe und Althistoriker (3. Division)
- Karl Friedrich Reinhard (1761–1837), französischer Diplomat, Staatsmann und Schriftsteller deutscher Herkunft (14. Division)
- Ernest Renan (1823–1892), Schriftsteller, Philologe, Philosoph, Epigraphiker und Historiker (22. Division)
- Auguste Ricard de Montferrand (1786–1858), Architekt (1. Division)
- Jacques Rigaut (1898–1929), Dichter und Autor (32. Division)
- Dick Rivers (1945–2019), französischer Sänger und Schauspieler (11. Division)
- Jacques Rivette (1928–2016), Filmregisseur, Drehbuchautor und Filmkritiker (21. Division)
- Henri Rochefort (1830–1913), Schriftsteller, Journalist, Theaterdichter und Politiker (17. Division)
- Léon Roger-Milès (1859–1928), Rechtsanwalt, Historiker, Dichter, Journalist, Kunstbuchautor und Kunstsammler
- Pierre Roll (1787–1851), Komponist (33. Division)
- Camille Roqueplan (1802–1855), Maler und Lithograf (21. Division)
- Jacques Rouché (1862–1957), Herausgeber und Operndirektor (3. Division)

### S
- Joseph Isidore Samson (1793–1871), Schauspieler und Dramatiker (22. Division)
- Charles Henri Sanson (1739–1806), Henker (20. Division)
- Francisque Sarcey (1827–1899), Journalist, Schriftsteller und Theaterkritiker (2. Division)
- Bernard Sarrette (1765–1858), Dirigent und Musikpädagoge (30. Division)
- Henri Sauguet (1901–1989), Komponist (27. Division)
- Adolphe Sax (1814–1894), Erfinder des Saxophons (5. Division)
- Ary Scheffer (1795–1858), französischer Maler niederländischer Herkunft (22. Division)
- Charles Sedelmeyer (1837–1925), Kunsthändler und Kunstsammler (28. Division)
- Camille Sée (1847–1919), Politiker und Förderer der weiterführenden Bildung für Mädchen (3. Division)
- Philippe-Henri de Ségur (1724–1801), Marschall und Kriegsminister (19. Division)
- Philippe-Paul de Ségur (1780–1873), Offizier General, Schriftsteller, Kriegshistoriker und der Sohn von Louis-Philippe de Ségur (19. Division)
- Paul Séjourné (1851–1939), Bauingenieur und Eisenbahnbauer (21. Division)
- Claude Simon (1913–2005), Schriftsteller (25. Division)
- Jules Simon (1814–1896), Politiker und Philosoph (21. Division)
- Siné (1928–2016), Zeichner und Satiriker (30. Division)
- Michail Iwanowitsch Skotti (1812–1861), russischer Maler italienischer Herkunft
- Juliusz Słowacki (1809–1849), polnischer Poet und Dramatiker (7. Division, 1927 in die Krakauer Kathedrale überführt)
- Franz Sznayde (1790–1850), polnischer Kavallerie-Offizier und Oberkommandierender der pfälzischen Revolutionsarmee
- Fernando Sor (1778–1839), spanischer Gitarrist und Komponist (24. Division)
- Philippe Soupault (1897–1990), Dichter und Schriftsteller (17. Division)
- Stendhal (1783–1842), Schriftsteller (30. Division)

### T

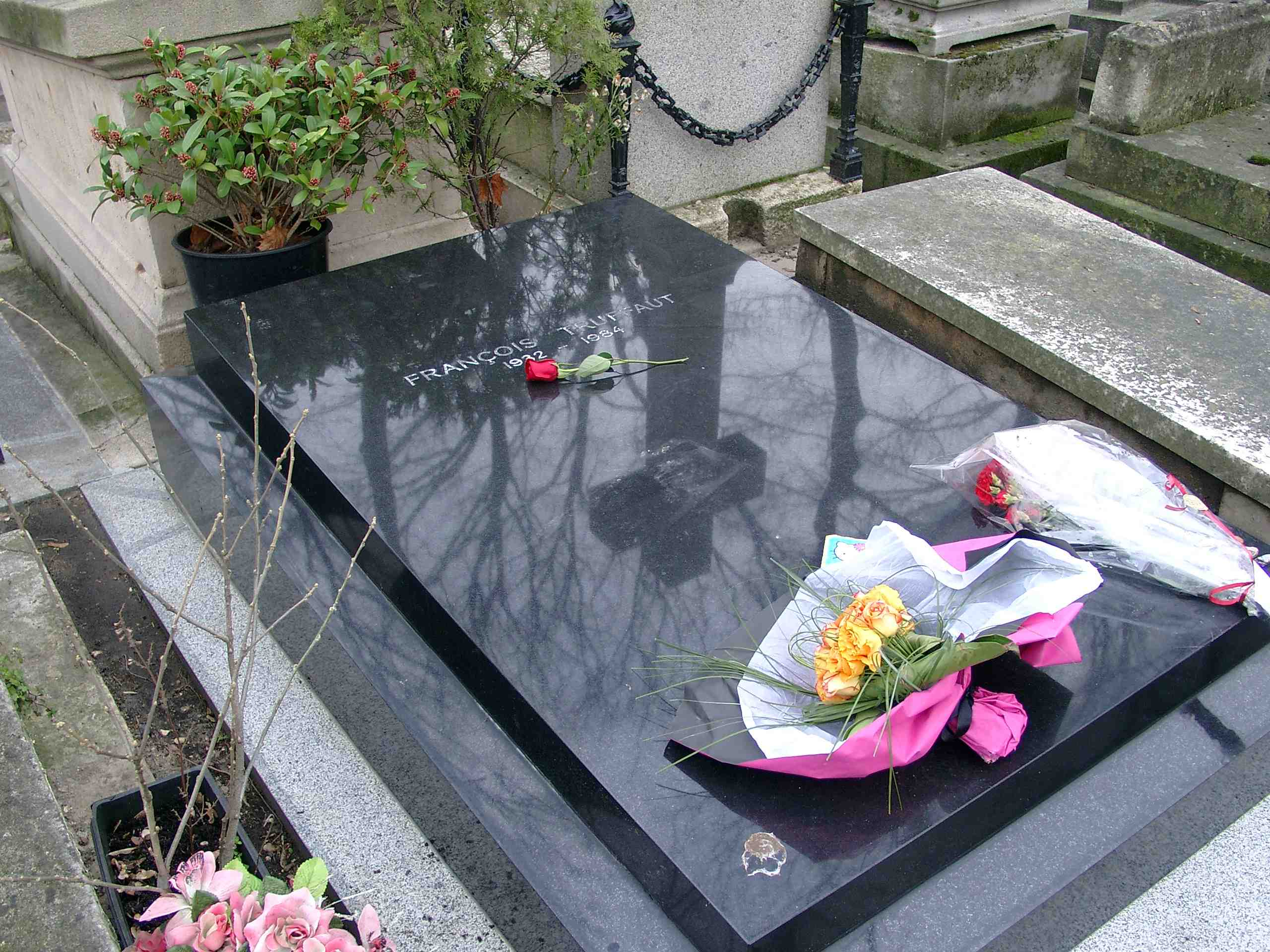
Grabmal von François Truffaut

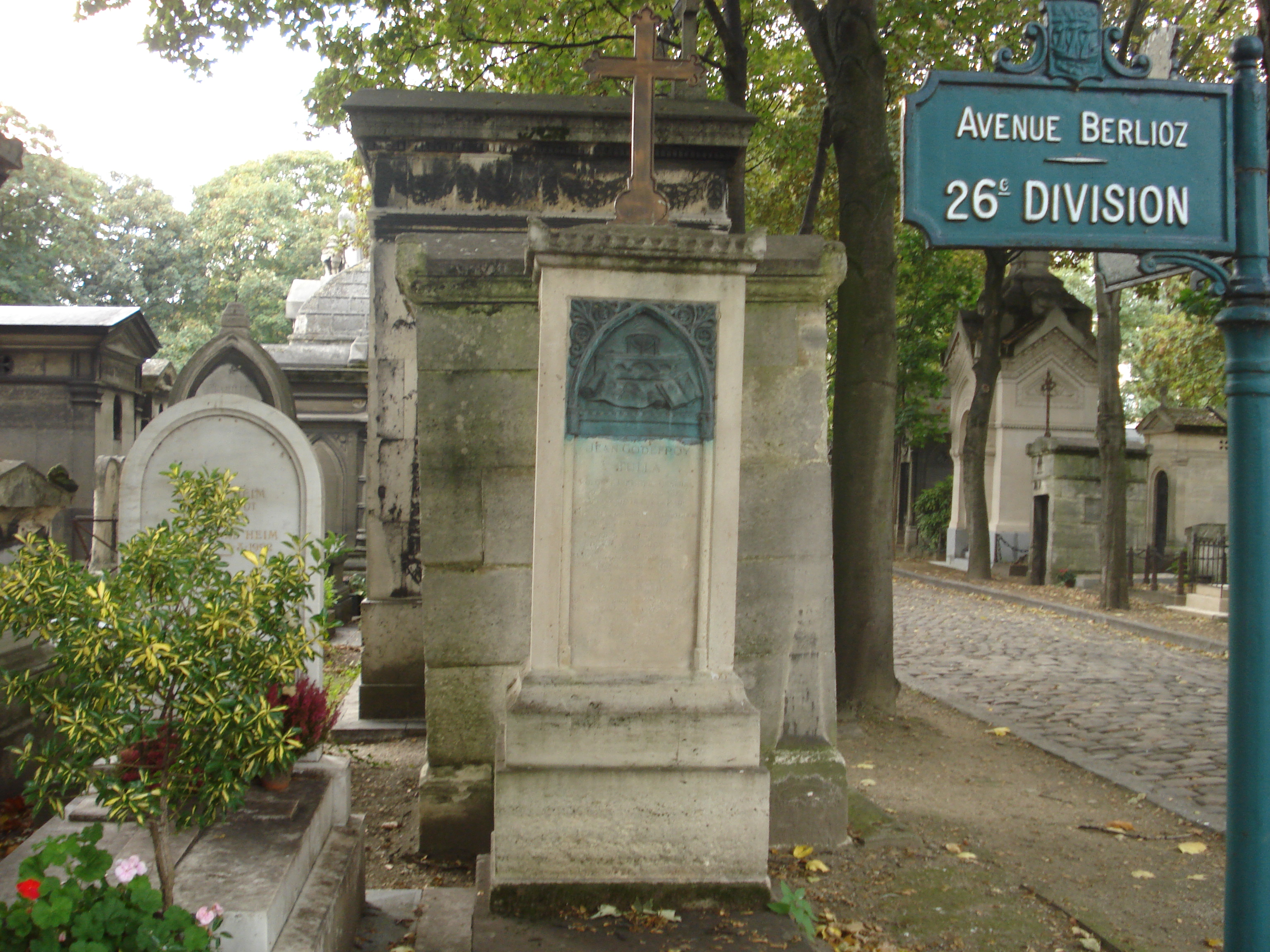
Grabmal von Johann Gottfried Tulla

- Ludmilla Tchérina (1924–2004), französische Balletttänzerin russischer Herkunft (21. Division)
- Claude Terrasse (1867–1923), Operettenkomponist (30. Division)
- Ambroise Thomas (1811–1896), Komponist (28. Division)
- Robert Thomas (1927–1989), Schriftsteller, Regisseur und Schauspieler (9. Division)
- Otto von Thoren (1828–1889), österreichischer Offizier und Maler (22. Division)
- Henri Tresca (1814–1885), Ingenieur (33. Division)
- François Truffaut (1932–1984), Filmregisseur (21. Division)
- Constant Troyon (1810–1865), Landschafts- und Tiermaler (27. Division)
- Johann Gottfried Tulla (1770–1828), Ingenieur (Rheinbegradigung) (26. Division)

### V
- Louis Varney (1844–1908), Komponist (10. Division)
- Horace Vernet (1789–1863), Maler (5. Division)
- Therese Vestris (1726–1808), italienische Tänzerin (5. Division)
- Pauline Viardot-Garcia (1821–1910), Opernsängerin, Komponistin (28. Division)
- Émile Vidal (1825–1893), Hautarzt
- Louis Joseph de Vichery (1767–1831), General in den Napoleonischen Kriegen
- Alfred de Vigny (1797–1863), Schriftsteller (13. Division)
- Nicolas Viton de Saint-Allais (1773–1842), Genealoge, Archivar und Heraldiker (12. Division)
- Jean Baptiste Vuillaume (1798–1875), Geigenbauer (1. Division)

### W
- Pierre Waldeck-Rousseau (1846–1904), Rechtsanwalt und Politiker (2. Division)
- Louise Weber alias La Goulue (1866–1929), Moulin-Rouge-Tänzerin, Erfinderin des Cancan (31. Division)
- Fernand Widal (1862–1929), Mediziner, Bakteriologe und Pathologe
- André Wilms (1947–2022), Schauspieler und Theaterregisseur (15. Division)
- Auguste Désiré Bernard Wolff (1821–1887), Pianist, Klavierbauer und Komponist (2. Division)

### Z

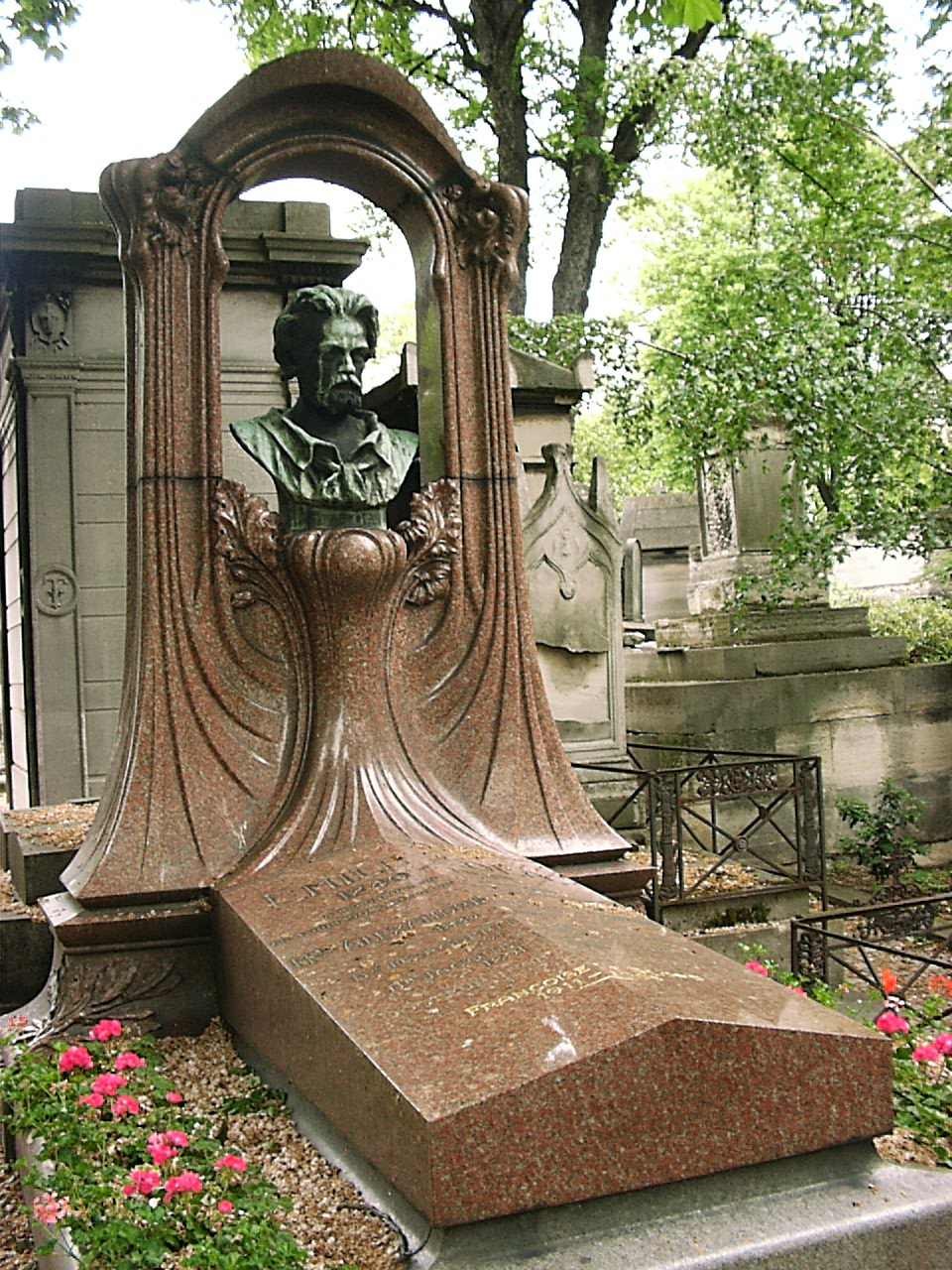
Philippe Solari: Kenotaph von Émile Zola.

- Émile Zola (1840–1902), Schriftsteller (19. Division, 1908 ins Panthéon überführt)